# Diêu Trì
Diêu Trì là một thị trấn thuộc huyện Tuy Phước, tỉnh Bình Định, Việt Nam.

## Địa lý
Thị trấn Diêu Trì nằm ở phía đông nam huyện Tuy Phước, có vị trí địa lý:
- Phía đông và nam giáp thành phố Quy Nhơn
- Phía tây giáp xã Phước An
- Phía bắc giáp thị trấn Tuy Phước.

Thị trấn Diêu Trì có diện tích 5,63 km², dân số năm 1999 là 11.671 người, mật độ dân số đạt 2.073 người/km².

## Hành chính
Thị trấn Diêu Trì được chia thành 4 khu phố: Diêu Trì, Luật Lễ, Vân Hội 1, Vân Hội 2.

## Lịch sử
Trước đây, địa bàn thị trấn Diệu Trì là toàn bộ xã Phước Long thuộc huyện Tuy Phước.
Ngày 24 tháng 8 năm 1981, Hội đồng Bộ trưởng ban hành quyết định số 41-HĐBT chuyển xã Phước Long thuộc huyện Phước Vân về huyện Tuy Phước mới thành lập quản lý.
Ngày 23 tháng 9 năm 1981, Hội đồng Bộ trưởng ban hành quyết định 80-HĐBT. Theo đó, chia xã Phước Long thành 2 xã: Phước Long và Phước Thạnh.
Ngày 12 tháng 3 năm 1987, Hội đồng Bộ trưởng ban hành quyết định 52-HĐBT, theo đó thành lập thị trấn Tuy Phước trên cơ sở sáp nhập 36 ha diện tích tự nhiên và 365 nhân khẩu của xã Phước Long.
Năm 1989, xã Phước Long, huyện Tuy Phước thuộc tỉnh Bình Định vừa được tái lập.
Ngày 11 tháng 7 năm 1994, Chính phủ ban hành Nghị định 66-CP, theo đó thành lập thị trấn Diêu Trì trên cơ sở toàn bộ diện tích tự nhiên và dân số của xã Phước Long.

## Giao thông
- Quốc lộ 1A
- Trần Phú
- Lê Hồng Phong
- Mai Xuân Thưởng
- Nguyễn Diêu
- Nguyễn Văn Trỗi
- Nguyễn Đình Thụ
- Trần Cao Vân
- Tăng Bạt Hổ
- Trần Bá
- Lý Tự Trọng
- Nguyễn Bỉnh Khiêm